# Strada europea E83
La E83 è una strada europea che collega Bjala a Sofia. Come si evince dalla numerazione, si tratta di una strada intermedia con direzione nord-sud.

## Percorso
La E83 è definita con i seguenti capisaldi di itinerario: "Bjala - Pleven - Jablanica - Botevgrad - Sofia".